# Azemiops feae
La vipera di Fea (Azemiops feae Boulenger, 1888) è un serpente della famiglia Viperidae, diffuso in Asia sud-orientale.
Il nome è un omaggio allo zoologo italiano Leonardo Fea (1852–1903).
È il più primitivo dei viperidi.